# Млечике (род)
Млечикe (лат. Euphorbia sp.) su род дикотиледоних скривеносеменица из истоимене фамилије (Euphorbiaceae). Обухвата око 2160 врста, распрострањених широм копна Земље. Цветови су организовани у цваст цијатијум.
- Цветни дијаграм млечикâ